# Pandanus thurstonii
Pandanus thurstonii är en enhjärtbladig växtart som beskrevs av Charles Henry Wright. Pandanus thurstonii ingår i släktet Pandanus och familjen Pandanaceae. Inga underarter finns listade.